# Герб Бардымского района
Герб Бардымского района — официальный символ Бардымского района Пермского края Российской Федерации.
Ныне действующий герб Бардымского района утверждён решением Земского Собрания Бардымского муниципального района от 11 февраля 2010 года № 813 и внесён в Государственный геральдический регистр Российской Федерации с присвоением регистрационного № 5885.

## Геральдическое описание герба
В зеленом поле с золотой каймой, орнаментированной зелеными, без числа лилиями с листьями, окаймленный золотом червленый цветок тюльпана, обремененный серебряным летящим вправо гусем

## История

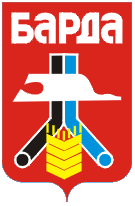
Герб села Барда 1986 года

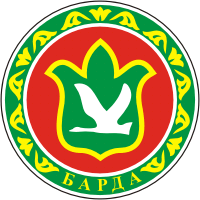
Герб Бардымского района 2002 года

Первый герб села Барда, автором которого была Фирая Равиловна Нурбанова, был утверждён исполкомом Бардымского сельского Совета народных депутатов в 1986 году. Описание герба: «На красном фоне щита изображены голубая и чёрная трубы, летящий гусь, хлебный колос. Вверху название села — „БАРДА“». Символика герба: голубая труба — магистральные газопроводы, компрессорные станции — интернациональная стройка; черная труба — добыча нефти; колос — сельское хозяйство, крупные колхозы; гусь — легенда о появлении в середине XV века села Барда.
Некоторое время применялась так называемая промежуточная, неофициальная форма герба Бардымского района. На ней был изображён гусь и колос.
Решением Земского Собрания Бардымского района Пермской области от 16 августа 2002 года № 141 «О гербе муниципального образования „Бардымский район“» был утверждён герб Бардымского района. Описание герба: «В центре герба на зеленом щите (в форме тюльпана) серебряный летящий гусь. Щит наложен на красный круг, который обрамлен жёлто-зеленым национальным орнаментом в форме кольца, в его нижней части надпись „БАРДА“».